# Trastolillu
El trastolillu es un ser de la mitología cántabra englobado dentro de los que se denominarían duendes domésticos.
Semejante al trasgo, son seres protectores del hogar, revoltosos y juguetones. Se le describe como un geniecillo de facciones pícaras y más negro que el hollín, con el pelo largo y del mismo color. Posee unos ojillos verdes, colmillos retorcidos, rabillo apenas apreciable y someros cuernecillos. Viste una especie de manto rojo que se hace de cortezas de árbol cosidas con hiedra, se cubre la cabeza con un gorro blanco y se asiste de un bastoncillo de madera.
Entre sus hazañas está la de tirar la harina, beber la leche, esconder las albarcas, correr las aldabas de las ventanas por la noche para que el viento las haga chirriar o requemar los guisos, todo ello entre estridentes risas y fingidos lloriqueos.
Son semejantes en aspectos y hazañas a los pequeños seres de las mitologías nórdicas.